# 分別収集

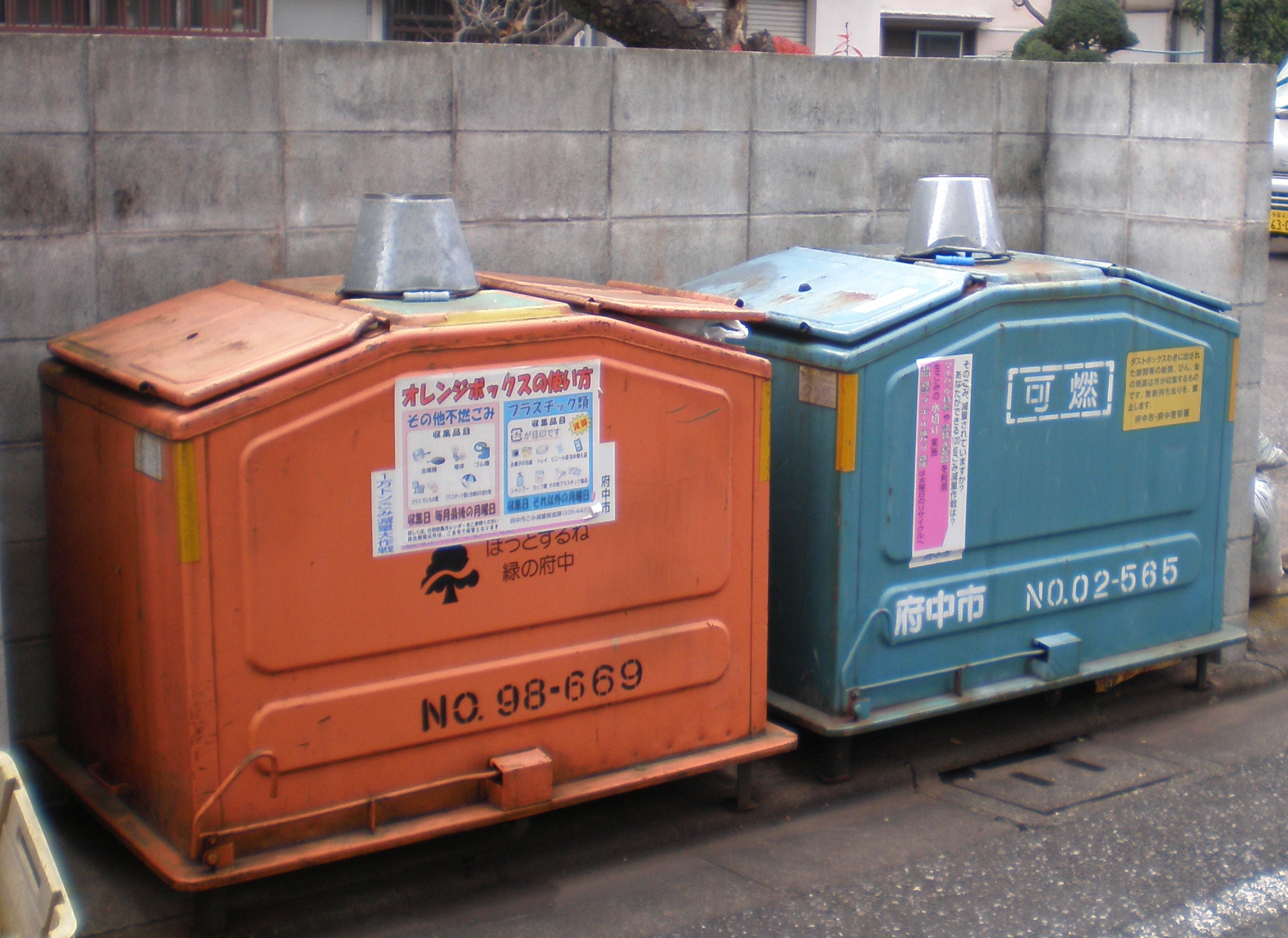
東京都府中市のダストボックス。可燃ごみと不燃ごみを別のボックスで収集している。

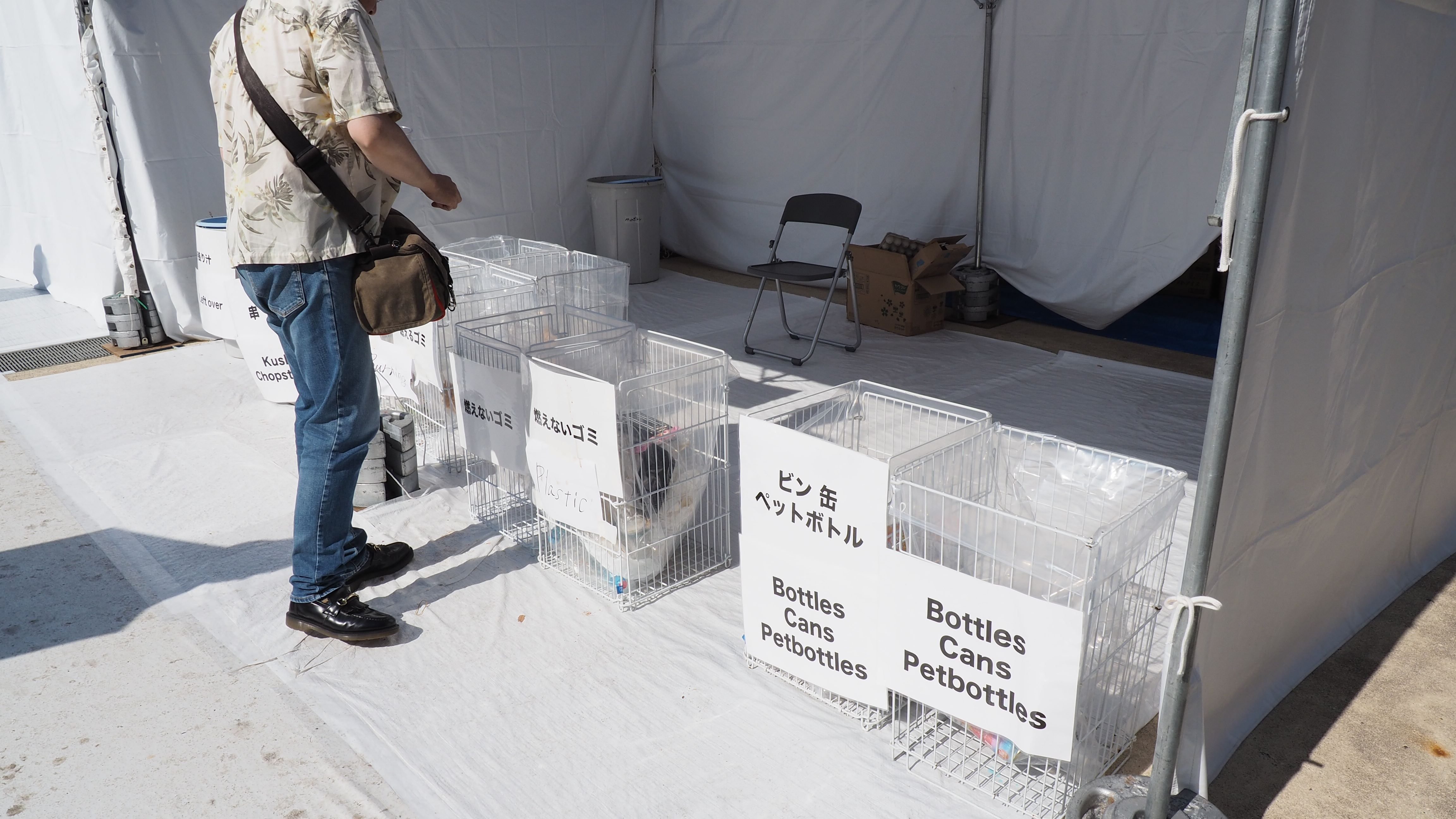
イベント会場での分別

分別収集（ぶんべつしゅうしゅう）とは、廃棄物の中間処理（焼却処理やリサイクルなど）や最終処分を容易にするために、その材質ごとに廃棄物を分類し、それを収集することを指す。
日本の容器包装に係る分別収集及び再商品化の促進等に関する法律（容器包装リサイクル法）では「分別収集」は「廃棄物を分別して収集し、及びその収集した廃棄物について、必要に応じ、分別、圧縮その他環境省令で定める行為を行うこと」と定義されている（容器包装リサイクル法2条5項）。
なお、ごみの分別は収集前に発生源で分別したものを回収する発生源分別に限られず、収集後に分別を行う選別センターなどの施設もある。

## ごみの分別
ごみ処理における資源物との分別には、市民が分別したものを回収する発生源分別、収集後に専用施設で分別する選別センター、ハイブリッド方式（横浜市などで採用）がある。それぞれのごみ分別の方式には長短があり、市民の負担、回収や選別にかかる費用、分別後の資源物の質に違いを生じる。

## 各国の制度

### イギリス
普通ゴミ（General waste）、リサイクリング（Recycling）、生ゴミ（Food waste）の3種類。

### 日本
高度経済成長期の日本の家庭ゴミは、焼却の可否の観点から不燃ごみ、可燃ごみに分けて収集が行われていた。
1990年代に入るとリサイクルの重要性やごみによる環境汚染、最終処分場の減少に伴うごみ減量化の必要性が認識されるようになり、古紙類、食品トレーなどのプラスチック類、使用済み乾電池、蛍光管などの分別収集が進むようになった。並行して、古紙、ダンボール、ビン・缶などを「資源ごみ」とする分類も成立した。
20種類以上にも細分化して収集している自治体として、徳島県上勝町の34種類、鹿児島県大崎町の約28種類、愛知県碧南市の約26種類、熊本県水俣市の約24種類などがある。

### 中国
中国では省によって違った分別方法がある。上海では2019年から「有害垃圾」（有害ごみ）、「可回収物」（資源ごみ）、「湿垃圾」（生ごみ）、「干垃圾」（その他のごみ）と分けられ、分別収集が実施された。北京では2020年から「有害垃圾」（有害ごみ）、「可回収物」（資源ごみ）、「厨余垃圾」（生ごみ）、「其他垃圾」（その他のごみ）と分別収集された。